# Kolumnada Młyńska w Karlowych Warach
Kolumnada Młyńska w Karlowych Warach – zabytkowa kolumnada w mieście Karlowe Wary.
Kolumnada Młyńska jest największą z czterech kolumnad w mieście Karlowe Wary. Obecnie układ trójnawowy w porządku korynckim obejmuje pięć źródeł wód mineralnych. Balustradę kolumnady zdobią posągi – alegorie dwunastu miesięcy, które wykonali rzeźbiarze Alfred Schreiber i Karl Wilfert.

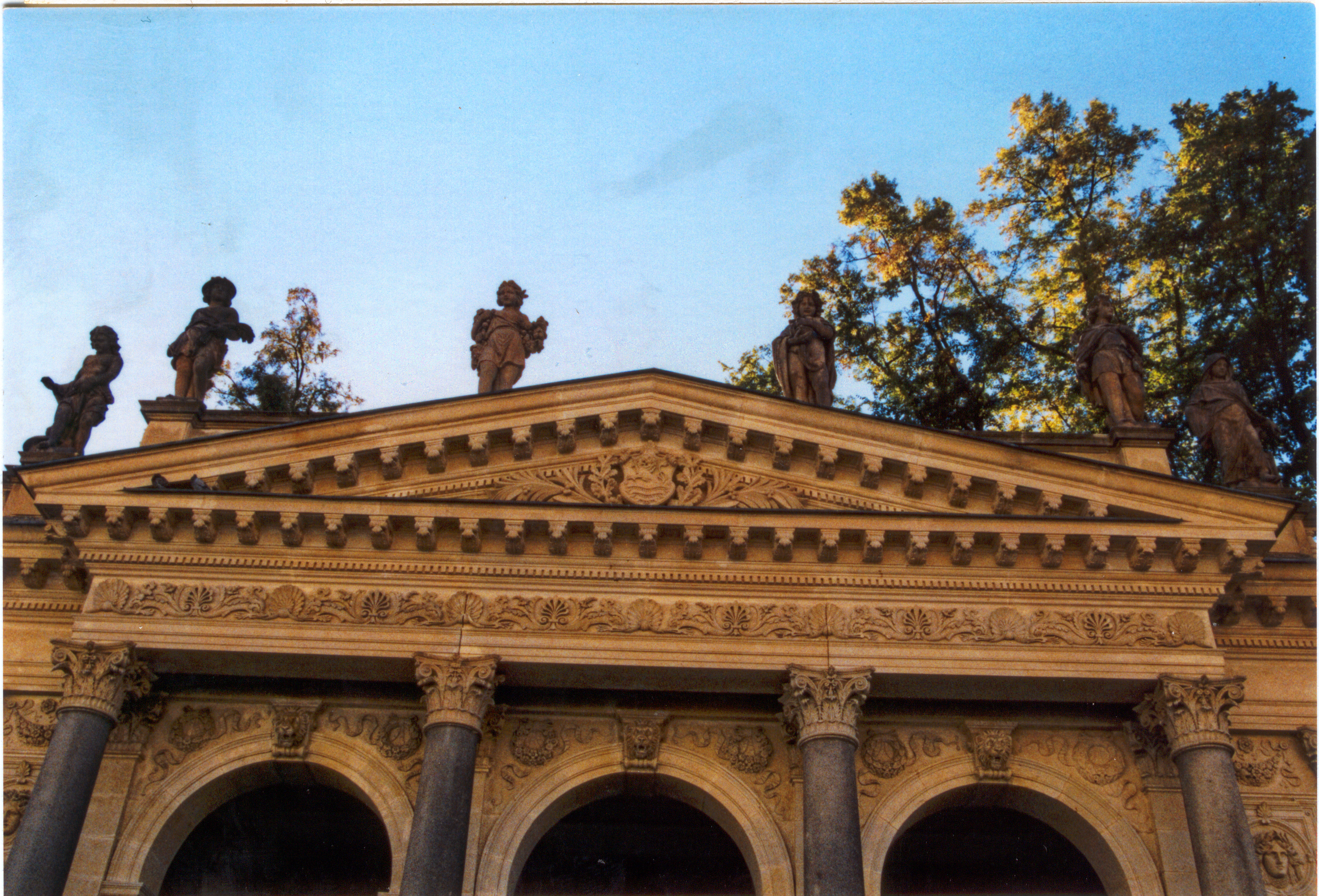
Fronton z herbem miasta
Herb miasta